# Augelita
La augelita es un mineral de la clase 8, minerales fosfatos. Fue descubierto en 1868, nombrándolo así del
Fue descrita por primera vez por Christian Wilhelm Blomstrand por una ocurrencia en una mina de hierro en Västanå en Scania, Suecia, en 1868 y debe su nombre al griego αυγή ('auge', brillante o lustroso), en alusión a la apariencia brillante de sus superficies de rotura. Sinónimos en español son: anfihalita o anfitalita.

## Formación y yacimientos

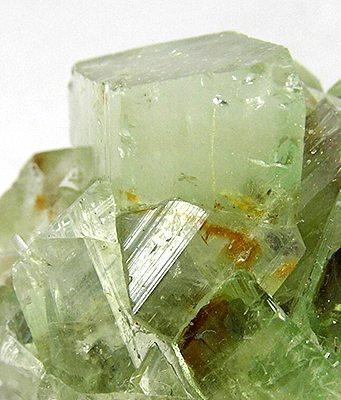
Augelite de Perú (3 x 3 x 2.8 cm)

Se encuentra en rocas que han sufrido metamorfismo hidrogenado a partir de rocas ricas en fosfatos. A veces también se encuentra en filones hidrotermales de alta temperatura.
Minerales a los que comúnmente se encuentra asociado: pirita y lazulita.